# Goodreads
Goodreads (произнася се: Гуудрийдс, от good – добри, reads – четива) е уебсайт за социално каталогизиране на информация, свързана с книги, автори, издателства, цитати от книги, рецензии и отзиви за книги. Сайтът позволява на потребителите си свободно да търсят широката, попълвана от потребителите база данни от книги, анотации и рецензии. Потребителите на Goodreads могат да се регистрират с профил в системата и да вписват книги, от които да генерират библиотечни каталози и списъци с книги за четене. Могат и да създават свои групи по интереси и за обсъждания. Офисите на Goodreads са разположени в Сан Франциско.
Сайтът е създаден през януари 2007 г. от Отис и Елизабет Чандлър. През декември 2007 г. сайтът има над 650 хиляди члена и над 10 милиона добавени книги. Към юли 2012 г. сайтът съобщава за 10 милиона потребители, 20 милиона месечни посещения и 30 щатни служители. През юли 2013 г. е обявено, че потребителите са надхвърлили 20 милиона члена, което е удвояване на броя им за около 11 месеца.
На 28 март 2013 г. Amazon.com придобива Goodreads за неоповестена сума.

## Характеристики
В сайта Goodreads потребителите могат да добавят книги към личните си „лавици“, да оценяват и рецензират книги, да следят какво четат техните приятели и любими автори, да участват в дискусии и групи по разнообразни интереси и групи по различни теми, както и да получат предложения за книги, които в бъдеще да прочетат, на база техните рецензии и предишен избор на четени книги. Goodreads предлага рейтингова система от една до пет звезди, с възможността оценката да бъде придружена от писмен отзив. По подразбиране „лавиците“ са „Прочетено“, „Чете се в момента“ и „За прочит“, но има възможност и да се създават потребителски дефинирани „лавици“, с които книгите на потребителя допълнително могат да се категоризират.
Сайтът предлага викторини и състезания с тривия, цитати, списъци от книги или безплатни подаръци. Ако даден потребител напише книга, тя може да бъде свързана с препратка към профилната страница на автора.
Сайтът подпомага взаимодействието между читатели и автори посредством интервюта, програми за подаръци, писателски блогове в системата на Goodreads и профилна информация. Има специална секция с предложения за промотиране на творбите на автори в Goodreads, като целта е по-лесно да открият целевата си публика.